# Eishockey-Europameisterschaft 1912
Die 3. Eishockey-Europameisterschaft wurde vom 2. bis 4. Februar 1912 in der Slavia-Eishalle in Prag in Böhmen ausgetragen, das damals noch zu Österreich-Ungarn gehörte. Das Interesse bei dieser EM war groß, sahen doch jeweils rund 5.000 Zuschauer die Spiele der böhmischen Mannschaft.
Es nahmen an diesem Turnier nur drei Mannschaften teil, darunter zum ersten Mal eine Vertretung Österreichs. Österreich wurde dabei durch die DEHG Prag vertreten, Böhmen durch Slavia Prag. Für Deutschland spielte eine Auswahl des Berliner Eislauf-Verbands.
Die österreichische Teilnahme wurde jedoch gleich zum entscheidenden Problem dieser EM. Denn Österreich hatte am 14. Januar 1912 seine Aufnahme in den Welteishockey-Verband LIHG beantragt und wurde erst am 18. März des Jahres in den Verband aufgenommen. Dies bedeutete, dass Österreich zum Zeitpunkt der EM noch kein offizielles Mitglied des IIHF war. Der Weltverband beschloss daher auf seiner Jahresversammlung vom 22. bis 23. März in Brüssel, die EM nachträglich zu annullieren. Somit wurde die Vertretung Böhmens um ihren 2. Europameistertitel gebracht.
Schon kurz nach Ende des Turniers hatte die deutsche Mannschaft Protest gegen die Tabelle eingelegt, da trotz Punktgleichheit Böhmens und Deutschland auf Grund mehr erzielter Tore Böhmen zum Sieger ernannt wurde.

## Spiele
| 2. Februar 1912 | Böhmen J. Jarkovský (6.) J. Jarkovský (13.) O. Vindyš (30.) J. Jirkosvký (33.) J. Jarkovský (37.) | 5:0 (2:0, 3:0) | Österreich | Prag |

| 3. Februar 1912 | Deutsches Reich Glimm (10.) Lange (11.) Glimm (36.) Lange (39.) | 4:1 (2:0, 2:1) | Österreich F. Pipes (26.) | Prag |

| 4. Februar 1912 | Böhmen O. Vindyš (10.) J. Šroubek (39.) | 2:2 (1:1, 1:1) | Deutsches Reich Paul Martin (19.) Lange (32.) | Prag |

## Abschlusstabelle

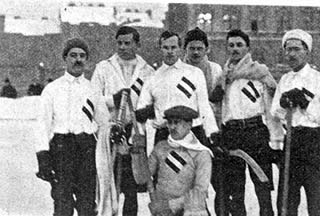
Mannschaft von Österreich (DEHG Prag)

| Pl. |                 | Sp | S | U | N | Tore | Punkte |
| --- | --------------- | -- | - | - | - | ---- | ------ |
| 1.  | Böhmen          | 2  | 1 | 1 | 0 | 7:2  | 3:1    |
| 2.  | Deutsches Reich | 2  | 1 | 1 | 0 | 6:3  | 3:1    |
| 3.  | Österreich      | 2  | 0 | 0 | 2 | 1:9  | 0:4    |

| Europameister Böhmen   | Karel Wälzer − Jan Fleischmann, Jan Palouš − Otakar Vindyš, Jaroslav Jarkovský, Jaroslav Jirkovský, Josef Šroubek (ohne Einsatz: Josef Rublič, Miloslav Fleischmann) |
| Silber Deutsches Reich | Mayer − Erich Warmuth, Kurt Träger − Alfred Steinke − Werner Glimm, Franz Lange, Paul Martin, Anders Jakob                                                           |
| Bronze Österreich      | Hugo Nowak - Fritz „Jimmy“ Pipes, Hans „Niks“ Teller – Franz „Emil“ Pipes – Jiří Nekola, Franz Krumbholz, Oskar Schreuer                                             |